# Гастроезофагеална рефлуксна болест
Гастроезофагеална рефлуксна болест (ГЕРБ) једна је од компликација у дигестивном систему узроковано враћањем (рефлуксом-који је обрнуто физиолошком) желудачног садржаја (желудачне киселине, хране и течности) у једњак (езофагус).
Гастроезофагеална рефлуксна болест (ГЕРБ) праћена је горушицом, осећајем враћања киселине и желудачног садржаја), кашљем, проблемима са дисањем, у око 20% до 30% становника у Европи и Северној Америци. Осим што је ово стање повезано са објективним симптомима који смањују квалитет живота и продуктивност болесницима са дугогодишњим осећајем киселине у устима, она има и значај због повећаног ризика од развоја озбиљних компликација у виду сужења или рака једњака.

## Етиопатогенеза
Гастроезофагеална рефлуксна болест у начелу настаје када се у дужем временском периоду стомачни садржај враћа у једњак и доводи до појаве симптома и/или компликација.
Доњи сфинктер једњака је мишић који је локализован на прелазу једњака у желудац и има улогу да не дозволи враћање желудачног садржаја у једњак, а током јела и пића опушта се како би дозволио несметан пролаз хране из једњака у желудац, а потом се затвара (контрахује). Када је функција овог мишића поремећена долази до неконтролисаног враћања желудачног садржаја у једњак и развоја симптома.
Фактори који могу утицати на појаву симптома гастроезофагеалне рефлуксне болести су:
- преједање и унос вреле хране;
- конзумирање одређене врсте хране (цитрусно воће, чоколада, масна и презачињена храна);
- физичко и психичко напрезање;
- злоупотреба кофеина, алкохола и дувана;
- неконтролисана употреба нестероидних антиинфламаторних лекова (НСАИЛ, као што су бруфен, аспирин, андол и диклофен).

## Клиничка слика
И поред тога што је клиничка слика различита код највећег броја пацијената региструју се следећи симптома гастроезофагеалне рефлуксне болести:
| Горушица             | - Горушица је најчешћи симптом ГЕРБ-а. - Описујемо је као осећај печења иза грудне кости и у средогруђу који се некад осећа и у грлу. - Може трајати сатима и обично се погоршава након оброка. - Сагињање или лежање на равном такође могу испровоцирати појаву или погоршати осећај горушице. |
| Регургитација        | - Регургитација је појава невољног враћања желудачног садржаја у једњак и ждрело. - Посебно је непријатна форма регургитације хлороводоничне киселине у ноћним часовима док особа спава. - Регургитација је најчешће присутна код пацијената који имају већу желудачну (хијаталну) килу.        |
| Дисфагија            | - Отежано гутање најчешће настаје због запаљењског оштећења једњака хлороводоничном киселином, - Изазвана је најчешће сужавањем лумена једњака и поремећајем нормалне перисталтичке функције (функције пражњења) једњака.                                                                       |
| Сув кашаљ            | - Сув, надражајни кашаљ, промуклост и астма чести су симптоми ГЕРБ-а. - Код појаве ових симптома неопходно је тачно утврдити њихово порекло. |
| Бол иза грудне кости | - Јак ретростернални бол може бити испровоциран рефлуксом киселине у једњак. - Овакав бол понекад подсећа на бол код ангине пекторис и инфаркта миокарда. |

## Дијагноза
Дијагноза гастроезофагеалне рефлуксне болести започиње детаљним узимањем анамнезе и класичним физичким прегледом, а наставља се следећим дијагностичким процедурама:
Радиографија
Контрастна радиографија једњака, желуца и дванаестопалачног црева уз употребу специјалног контрастног средства, омогућава евалуацију морфолошког изгледа наведених органа, и делимични увид у функцију горњег дигестивног система.
Езофагогастродуоденоскопија
Ендоскопија горњег дела дигестивног система, омогућава дијагностикује и лечење проблема горњег дела дигестивног система. Обавља су уз помоћ флексибилног инструмента са сопственим извором светлости, који се пласира кроз уста и ждрело, једњак, желудац и почетни део дванаестопалачног црева. На овај начин могуће је комплетно испитати унутрашњости наведених органа и дијагностиковање различитих обољења.
Током ендоскопије може се начинити и биопсије ткива једњака, желуца или дуоднеума како би проценио постојање степена запаљења. Користећи јединствени протокол биопсија за једњак као и најновију хистопатолошку класификацију којом се детаљно може проценити степен и тежина рефлукса, величина проблема и ризика од настанка тумора једњака, односно постојање Беретвог једњак.
Манометрија једњака.
Ово је дијагностичка процедура којом се врши мерење функције једњака. У току прегледа кроз нос болесника пласира се танка сонда која на себи има сензоре за притисак. Сонда се повлачи и добијају се вредности притиска доњег езофагеалног сфинктера, а мери се и снага контракција у једњаку које су одговорне за пропулзију залогаја хране и течности.
пХ метрија једњака (24 часовна).
Овом методом одређује се киселост у завршном делу једњака. Изводи се тако што се јако танка сонда пласира трансназално у завршни део једњака. Сонда на себи има сензор за детекцију пХ вредности желудашног сока. Сонда је прикључена на портабилни уређај (подсећа на холтер) који пацијента носи преко рамена или око струка. Након 24 часовног мерења резултати се очитавају и анализирају преко посебног компјутерског програма, и тако прецизно утвршује да ли постоји патолошки рефлукс желудачног садржаја у једњак.
Сви налази добијени напред наведеним методама дијагностике уносе се у болесникову историју болести и представљају основу за спровођење најадекватнијег вида индивидуалне терапије, која у потпуости мора бити прилагођена његовим променама животним навикама, исхрани и примени одговарајуће медикаментозне терапије или потребних метода хируршког лечења.

### Вишеканална интралуминална импеданса
Вишеканална интралуминална импеданса (ВИИ) је нова техника за процену функције једњака и гастроезофагеалног рефлукса, заснована на промени отпора наизменичне струје између две металне електроде изазване присуством болуса (грудве хране) унутар лумена једњака. ВИИ се може изводити у комбинацији са манометријом или пХ метријом. Када се комбинује са манометријом, даје информације о функционалној компоненти манометријски откривених контракција (или транзиту болуса). Када се комбинује са пХ метријом, омогућава детекцију гастроезофагеалног рефлукса независно од пХ вредности (детекција киселог и некиселог рефлукса).

## Диференцијална дијагноза
Дијагноза ГЕРБ код болесника са атипичним симптомима може бити тешка. Наиме, дијагноза ГЕРБ на основу присуства типичних симптома је тачна само код 70% пацијената, јер поред типичних симптома, горушице, повраћања  и дисфагије, рефлукс желудачног садржаја може изазвати и атипичне (ектраезофагеална) симптоме, као што су кашаљ, бол у грудима, и диспнеју.
Зато се код болесника са атипичним жалбама, у дијагностици ГЕРБ мора имати на уму и могућност других болести, као што су нпр:
- Упала плућа и прогресивна плућна фиброза, са могућим симптомима ГЕРБ-а.
- Промуклост, која није последица ГЕРБ-а већ хроничне иритације гркљана.
- Бол у грудима је још један симптом код ГЕРБ-а чију је етиологију понекад тешко проценити, па се само код болесника без срчане етиологија ова бол може означити као последица ГЕРД-а.

Клиничка презентација ГЕРБ код трудница, због пораста унутартрбушног притиска, слична је оној у општој популацији, и праћена је горушицом и повраћањем.
Диференцијално дијагностичка процена ГЕРБ заснива се на темељној процени чињеница добијених из историје болести, физичког прегледа, и допунских тестова-испитивања, јер може обухватити следеће болести:
- Ахалазија
- Акутни или хронични гастритис
- Камен у жучној кеси (холелитијаза)
- Коронарна артеријска болест
- Рак једњака
- Поремећаји покретљивости једњака
- Спазам једњака
- Езофагитис
- Хеликобактер пилори
- Хијатална кила
- Интестинална дискинезија
- Синдром иритабилног колона
- Улкусне болести

## Терапија
Хигијенско-дијететски начин живота
Промене животних навика и правилна исхрана уз избегавање уноса појединих лекова значајно може допринети смањењу симптома ГЕРБ-а и убрзати излечење и опоравак.
Исхрана код ГЕРБ-а треба бити таква да се у току дана уноси најмање 5 оброка у једнаким временским интервалима (3 базична и 2 ужине). Тиме се постиже умерен унос количине хране и течности и спречава непотребно растезати желудац и гојазност. Унос хране мора бити спор, смирен, са жвакањем око 20 пута сваког залогаја.
Болесник треба редовно одржавати хигијену уста и зуба, дан никако не почињати стимулансима (чај, кафа, цигарете), већ доручком око један час после буђења. За ужину треба конзумирати храну на бази цереалија, воћа или тоста од интегралног ражаног хлеба. Избегавати унос превише врућих или хладних јела и пића. Како жвакаће гуме и тврде бомбоне повећавају гутање ваздуха треба их избегавати.
Шетња након јела помаже варењу, док савијање и лежање након оброка успорава процес варења. Током лежања треба подигнути узглавље (15 до 20 сантиметар) јер рефлукс желудачног садржаја може бити много чешћи тоом лежања на равном.
Алкохол и никотин болесници са ГЕРБ-ом требају апсолутно избегавати, јер опуштају мускулатуру једњакаи појачавају лучење желудачне киселине.
Смањење трбушног притиска, смањује рефлукс једњака, па у том циљу треба одржавати нормалну или значајно смањити повећану телесну тежину. Након оброка каиш треба олабавити, не носити уску одећу и тешке предмете као и савијање и напрезање, непосредно након оброка.
Медикаментозно лечење
Терапија ГЕРБ-а у почетној фази, а код појединих хроничних случајева и целог живота, двема групама лекова:
- Лековима којима се умањује дејство желудачне киселине (Х2 блокатори, инхибитори протонске пумпе).[16][17][18][19]
- Препаратима који штите слузокожу желуца од дејства киселине (антациди).

Инхибитори протонске пумпе су основа третмана ГЕРБ-а, и код већине болесника они доводе до побољшања тегоба.
Хируршко лечење
Хируршка терапија спроводи се код болесника са тежим и компликованим формама рефлуксне болести, као и оних који не могу да контролишу симптоме ГЕРБ-а без инхибитора протонске пумпе. Операција се састоји од:
- Репозиција желуца (враћање желуца у анатомски положај у стомаку)
- Сутура (ушивање) проширеног отвора на дијафрагми (нпр. код хијатусне киле)
- Формирање фундопликација (део желуца се обмотава око једњака, и тиме онемогућава враћање желудачног садржаја).[23]

## Прогноза
Код болесника са ГЕРБ могу се развити значајне компликације као што су:

### Хронични езофагитис
Упала једњака или езофагитис развија се у приближно у 50% пацијената ГЕРБ-ом. Мада се езофагитис може дијагностиковати помоћу ендоскопије, то се не може увек потврдити у ендоскопском налазу. Наиме чак у око 50% симптоматских пацијената са ГЕРД-ом не постоје никакви знаци езофагитиса на ендоскопији.

### Сужење (стеноза) једњака
Стеноза једњака је узнапредни облик езофагитиса узрокован обимном хрничном дубоком фиброзом. Сужење може резултовати дисфагијом и кратким једњаком. Гастроезофагеални рефлукс који се обично јавља у средњим и дисталним деловима једњака, на ендоскопији може да се види и у горњим деловима гастроинтестиналног система. Присуство сужења, са анамнестичким подацима о рефлуксу желудачног садржаја и дисфагијом од посебног је значаја за поуздану дијагнозу ГЕРБ-а.
По правилу, било каква сужења једњака захтевају хируршку опсервацију и оеративно лечење (обично Нисеновом хируршком фундопликацијом — Nissen fundoplication).
Код болесника са дисфагијом, езофагографија, уз помоћ баријума, може да помогне у процени евентуалног формирања сужења. У овим случајевима, нарочито када је стеноза удружена са еозинофилним езофагитисом мора се искључити, пре покушаја било каквих механичких дилатација, сужена једњака као последица компресије из околних структура грудног коша.

### Беретов једњак
Беретов једњак је најозбиљнија компликација, код дуготрајног или тешког облика ГЕРБ-а. Јавља се у 8-15% болесника, као последица хроничног дуготрајног) рефлукса желудачног сока у једњак.
Беретов једњак дефинише се као метапластичка трансформација нормалног дисталног сквамозног езофагеалног епитела у плочасти епител. На хистолошком прегледу биопсијом узетог узорка једњака, могу се установити различити степене дисплазије, са карактеристикама матаплазије и појавом желудачног епитела у једњаку.
Због висок ниво малигног потенцијала Беретов једњака, он представља значајан фактор ризика за развој аденокарцинома езофагуса (који је 30-40 пута учесталији у односу на пацијенте са ГЕРБ без знакова Беретовог једњака).

### Рак једњака
Најчешћи малигни тумор једњака је планоцелуларни карцином након којег по учесталости следи аденокарцином. Аденокарцином једњака јавља се у његовом дисталном делу, са учесталошћу која је у сталном је порасту у западним друштвима. Тренутно, аденокарцином једњака чини више од 50% случајева рака једњака у индустријализованим земљама запада. Око четири пута је чешћи у белаца него у црнаца.
Симптоми су прогресивна дисфагија и губитак тежине. Дијагноза се поставља ендоскопијом, након које следе ЦТ и ендоскопски ултразвук ради одређивања стадијума тумора. Лечење варира зависно о стадијуму и укључује операцију са хемотерапијом и зрачењем или без тога. Дугогодишње преживљавање је слабо, изузев за болеснике са локалном болешћу.
Већина аденокарцинома израста из Берретовог једњака као резултат хроничног ГЕРБ-а и рефлуксног езофагитиса. У Берретовом једњаку метапластичне, колумнарна, жљездана слузокожа налик је цревној, јер је замењен стратификованим сквамозним епителом дисталног једњака током фазе залечења акутног езофагитиса.

## Трошкови лечења
| Болест                             | САД                                    | ЕУ      |
| ---------------------------------- | -------------------------------------- | ------- |
| Гастроезофагеална рефлуксна болест | 9.300. $ 62% медикаментно 32% хируршко | 2.700 € |
| Беретов једњак                     | 1.500. $                               | 530 €   |